# Cmentarz polskokatolicki w Kosarzewie
Cmentarz polskokatolicki w Kosarzewie Górnym – czynny cmentarz wyznaniowy dla wiernych Kościoła Polskokatolickiego położony we wsi Kosarzew Górny w województwie lubelskim. Cmentarz administrowany jest przez parafię Matki Boskiej Anielskiej w Kosarzewie.
Parafia polskokatolicka w Kosarzewie powstała na przełomie 1930 i 1931 r. w wyniku konfliktu pomiędzy miejscowymi chłopami a proboszczem parafii rzymskokatolickiej pw. św. Jana Chrzciciela i św. Franciszka z Asyżu w Bychawie. W 1932 roku mieszkańcom nad którymi opiekę zaczął sprawować ks. Stanisław Piekarz udało się wybudować drewniany kościół oraz zorganizować cmentarz grzebalny.